# カッペッラ・カントーネ
カッペッラ・カントーネ（伊: Cappella Cantone）は、イタリア共和国ロンバルディア州クレモナ県にある、人口約500人の基礎自治体（コムーネ）。

## 地理

### 位置・広がり

#### 隣接コムーネ
隣接するコムーネは以下の通り。
- アンニッコ
- カステッレオーネ
- グルメッロ・クレモネーゼ・エドゥニーティ
- ピッツィゲットーネ
- サン・バッサーノ
- ソレジーナ

### 気候分類・地震分類
気候分類では、zona E, 2389 GGに分類される。
また、イタリアの地震リスク階級 (it) では、zona 3 (sismicità bassa) に分類される
。

## 行政

### 分離集落
カッペッラ・カントーネには、以下の分離集落（フラツィオーネ）がある。
- Cappelle, Oscasale, Santa Maria dei Sabbioni (capoluogo comunale)